# The Charlatans (US-amerikanische Band)
The Charlatans, auch als The Amazing Charlatans bekannt, war eine US-amerikanische Rockgruppe aus San Francisco.
Die Band gründete sich 1964 und spielte hauptsächlich von der British Invasion beeinflussten Rhythm and Blues und Folk Rock. Während ihrer Live-Auftritte entwickelten sie einen eigenen Stil der, als San Francisco Sound bezeichnet, vielen anderen Bands der Bay Area als Vorlage diente. Die Charlatans waren damit entscheidend für die Entwicklung des Psychedelic Rock.

## Geschichte

### 1964–1965: Die Anfänge imRed Dog Saloon
Es war im Sommer 1964 als der Architekturstudent George Hunter, inspiriert durch die Beatles, beschloss eine Band zu gründen. Dabei verfügte er kaum über musikalische Kenntnisse. Er spielte ein wenig Autoharp und hatte bisher nur Tonbandcollagen für eine Tanzgruppe, der seine Freundin Lucy Lewis angehörte, hergestellt. Ein Konzert der Rolling Stones am 14. Mai 1965 im San Francisco Civic Auditorium gab sowohl George Hunter wie auch Ron Nagle weitere Impulse. Ron Nagle gründete die Band The Terrazzo Brothers, die sich noch im gleichen Jahr in The Mystery Trend umbenennen sollten und wie die Charlatans den Stil der Bands der British Invasion aufnahmen. Die Charlatans spielten zunächst einfachen Rock ’n’ Roll oder Rhythm and Blues Standards wie Got My Mojo Working oder  My Babe. Für San Francisco war das zu jener Zeit sehr ungewöhnlich, da dort rein akustische Folkmusik dominierte.

„Es war ein ungeschriebenes Gesetz: es war in Ordnung Rock ’n’ Roll zu spielen bis man 18 war; danach musste es Folk sein.“

Michael Ferguson war Besitzer einer Boutique namens Magic Theatre for Madmen Only im Haight-Ashbury-Viertel von San Francisco. Er verkaufte dort hauptsächlich antike Kleidung, ein wenig Kunst und allerlei Nippes. Er stieß im Mai 1965 zur Band. Kurz darauf verließ Sam Linde die Gruppe und wurde von Dan Hicks ersetzt. Die Band kleidete sich komplett in einer Wildwestmode aus einer Epoche, die mal als edwardianisch (1901–1910), mal als viktorianisch (1837–1901) beschrieben wurde. Sie trugen Westen, Cowboystiefel, Cowboyhüte, Melonen, Taschenuhren und Pistolen im Halfter oder Winchester-Gewehre, die sie mit auf die Bühne brachten und am Verstärker angelehnt abstellten. Sie verkörperten die Wildwestromantik der Belle Epoque und trugen ihre Haare länger als die Beatles.
Die Band hatte ihre ersten Auftritte in einem alten Wildwestsaloon in der angehenden Geisterstadt Virginia City. Die Stadt war einst eine lebendige Minenstadt und zählte in den 1870er Jahren rund 30.000 Einwohner, bis die Gold- und Silberminen erschöpft waren, wodurch die Stadt an Bedeutung verlor. In den 1960er Jahren zählte sie gerade noch 450 Einwohner. Mark Ubnobsky hatte ein altes dreistöckiges Hotel für 5000 Dollar renovieren lassen und anschließend den Namen Red Dog Saloon gegeben. Das Gebäude im viktorianischen Stil sollte an die Zeit des Goldrausches erinnern und wurde auch in diesem Stil eingerichtet. Zur Eröffnung, am 29. Juli 1965, hatten die Charlatans, nachdem der Eröffnungstermin ein paarmal verschoben werden musste, ihren ersten Auftritt im Red Dog Saloon und passten mit ihrem Outfit wie keine andere Band hinein. Ferguson entwarf zusammen mit Hunter eigens ein Konzertplakat für die Show, das später als Seed (dt.: Saat) bezeichnet wurde, weil es als das erste psychedelische Konzertplakat galt. Es war deutlich vom Jugendstil inspiriert und in der Art der Plakate für Medicine Shows des 19. Jahrhunderts gehalten. Ursprünglich waren die Charlatans nur für zwei Wochen gebucht worden. Am Ende spielten sie aber den ganzen Sommer hindurch und waren damit die Hausband des Red Dog Saloon geworden. Die Betreiber des Red Dog Saloon hatten neben einer Band auch Bill Ham engagiert, der für eine psychedelische Lightshow sorgte, indem er u. a. mit einem Tageslichtprojektor und kinetischen Materialien experimentierte und damit sich bewegende Lichtgemälde an die Wand projizierte. Vom ersten Abend an kursierte LSD im Red Dog Saloon und sowohl das Publikum als auch die Band nahmen es. So waren die Charlatans angeblich die erste Rockband, die unter dem Einfluss von LSD ein Konzert gab.
Während der Live-Auftritte im Red Dog Saloon trat Lynne Hughes für ein paar Stücke als Sängerin zusammen mit den Charlatans auf. Hughes arbeitete dort eigentlich als Bedienung.

### 1965–1970: Studioaufnahmen und das Ende
Im August 1965 machten die Charlatans Demoaufnahmen für das Autumn Records Label, das von dem Radio-DJ Tom Donahue geführt wurde. Doch es kam nicht zu einem Vertrag, da das Label kurz vor dem Bankrott stand und von Warner Brothers aufgekauft wurde. Die Charlatans ereilte das gleiche Schicksal wie die Grateful Dead, die am 3. November 1965 noch unter dem Namen The Emergency Crew ebenfalls Demoaufnahmen für das Autumn Label gemacht hatten. Im Frühjahr 1966 ging die Band erneut ins Studio. Diesmal für Kama Sutra Records. Die Sängerin Lynne Hughes hatte bei den Stücken Sidetrack und Devil Go My Man ihren obligatorischen Gastauftritt. Für ihre Debüt-Single hatten die Charlatans eine Coverversion von Buffy Sainte-Maries  Stück Cod’ine geplant. Das Stück handelte von den negativen Erfahrungen mit Codein, die Sainte-Marie während einer Erkrankung der Atemwege gemacht hatte. Der Plattenfirma war das Drogenthema des Stückes zu heikel und die Aufnahme blieb zunächst unveröffentlicht. Das Kama-Sutra-Label verkaufte die Aufnahmen an Kapp Records und so kam es zur Veröffentlichung des Coasters-Stücks The Shadow Knows als Single bei Kapp Records im Oktober 1966. Die Single floppte und die weiteren Kama-Sutra-Aufnahmen der Charlatans blieben lange Zeit unveröffentlicht.
Innerhalb der Band kam es anschließend zu Umbesetzungen. Während erneuter Studioaufnahmen im Juli 1967 ging der Pianist Ferguson und wurde von Patrick Gogerty ersetzt. Ferguson gründete mit der Sängerin Lynne Hughes und Randy Lewis an der Gitarre die Band Tongue and Groove. Terry Wilson stieß neu zu den Charlatans und übernahm das Schlagzeug von Dan Hicks, der sich fortan auf das Gitarrenspiel und den Gesang konzentrierte. Diese Besetzung hielt nur bis Anfang 1968. Das schlechte Verhältnis zwischen Hunter und Gogerty führte zum Weggang von Gogerty. Kurz darauf verließ Dan Hicks, der einzige professionelle Musiker, endgültig die Band, nachdem er schon vorher eine zweite Band namens Dan Hicks and his Hot Licks gegründet hatte. Daraufhin löste sich die Band zunächst komplett auf, um sich kurz darauf neu zu formieren. Die Gründungsmitglieder Mike Wilhelm und Richard Olson spielten zusammen mit Terry Wilson und dem neuen Pianisten Daniel DeVore als Quartett weiter. Mit dieser Besetzung machte die Band Anfang 1969 erneut Aufnahmen für ein Album das bei Philips Records erschien. Der musikalische Stil der Charlatans war jedoch schon aus der Mode gekommen und das Album verkaufte sich, trotz einiger guter Kritiken, schlecht. Die verbliebenen Mitglieder spielten noch bis 1970 zusammen, bis sich die Band endgültig auflöste.
Michael Ferguson veröffentlichte mit Tongue and Groove zwei Singles und 1969 ein Album bei Mercury Records unter der Mitwirkung des Charlatans-Bassisten Richard Olson. Dan Hicks steuerte das Stück Fallin' Apart bei.

### 1970 bis heute: Späte Ehren
Zwar gab die Band in der Zeit von ihren ersten Auftritten im Red Dog Saloon bis zur Auflösung viele Konzerte, doch die unglücklichen Umstände mit den Plattenfirmen und erfolglosen Veröffentlichungen ließen sie nie über den Status von Lokalmatadoren herausragen. So endeten die Charlatans zunächst als unbeachtete Fußnote der Musikgeschichte. Bis eine Reihe von Veröffentlichungen seit 1979, bestehend aus altem Studiomaterial, wieder an die Band erinnerte. Buchautoren wie Charles Perry (1984), Gene Sculatti & Davin Seay (1985), Jack McDonough (1985), Vernon Joynson (1993) oder Joe Selvin (1994) entdeckten die Band als wichtigen Bestandteil der Musikszene in San Francisco.
Der Pianist Michael Ferguson starb 1979 durch diabetes-bedingte Komplikationen.

## Stil und Einfluss
Das Repertoire der Band bestand aus vielen Coverversionen. Darunter Alabama Bound, Wabash Cannonball, klassische Folksongs wie I Saw Her (As She Came and Went) oder Jack of Diamonds, Bluesstücke wie Devil Got My Man (aka Devil Got My Woman) und 32-20 (aka 22-20 Blues) von Skip James. Bei einigen Aufnahmen kam die akustische Autoharp zum Einsatz. Das Pianospiel von Ferguson klang nach Barrelhouse Piano, wodurch manche Stücke einen Old-Time-Jazz-Charakter bekamen. Für die Single The Shadow Knows verwendete die Band Echoeffekte beim Gesang, was aber damals schon nichts Ungewöhnliches mehr war. Viele Stücke wurden, wie bei den Beatles, mit mehrstimmigem Gesang aufgenommen. So auch bei der Eigenkomposition We’re Not on the Same Trip, das 1967 aufgenommen wurde und mit seinen seltsamen Feedback-Einspielungen das einzige psychedelische Stück der Band darstellte, aber bis 1996 unveröffentlicht blieb.
Charles Perry bezeichnete die Charlatans als "Pop art statement", als die US-amerikanische Antwort auf die Konzepte der britischen Mods, wie z. B. das der Beatles mit ihren Pilzkopffrisuren und kragenlosen Anzügen. Zudem brachen die Charlatans mit der Ansicht, man könne nur als Folkmusiker einer künstlerisch ambitionierten Bohème angehören. Die Ereignisse im Red Dog Saloon wo im Sommer 1965 die wichtigsten Komponenten des Psychedelic Rock, ob gewollt oder zufällig, zusammentrafen werden von vielen Autoren als die Geburtsstunde der psychedelischen Ära in Kalifornien betrachtet. Lediglich Chet Helms relativierte diese Ansicht: "Es gab einfach viele Bands in San Francisco und eine dieser Bands hatte eben ihren ersten Auftritt im Red Dog Saloon...Was hier in San Francisco passiert ist, wäre auch ohne den Red Dog Saloon passiert."

## Diskografie

### Singles
- The Shadow Knows / 32-20 (1965; Kapp)
- Radio Spot (1969; Philips), Veröffentlichung mit kurzen Interviews für das Radio
- High Coin / When I Go Sailin’ (1969; Philips)

### Alben
- Charlatans (1969; Philips), 2000 wiederveröffentlicht als The Charlatans 1969 bei Acadia
- Charlatans (1979; Groucho Marx), Rekonstruktion des 1966 unveröffentlichten Albums; 1983 wiederveröffentlicht bei Eva als Alabama Bound
- Amazing Charlatans (1996; BigBeat), Zusammenstellung von Studioaufnahmen von 1965 bis 1968